# Kvarteret Skravelberget större

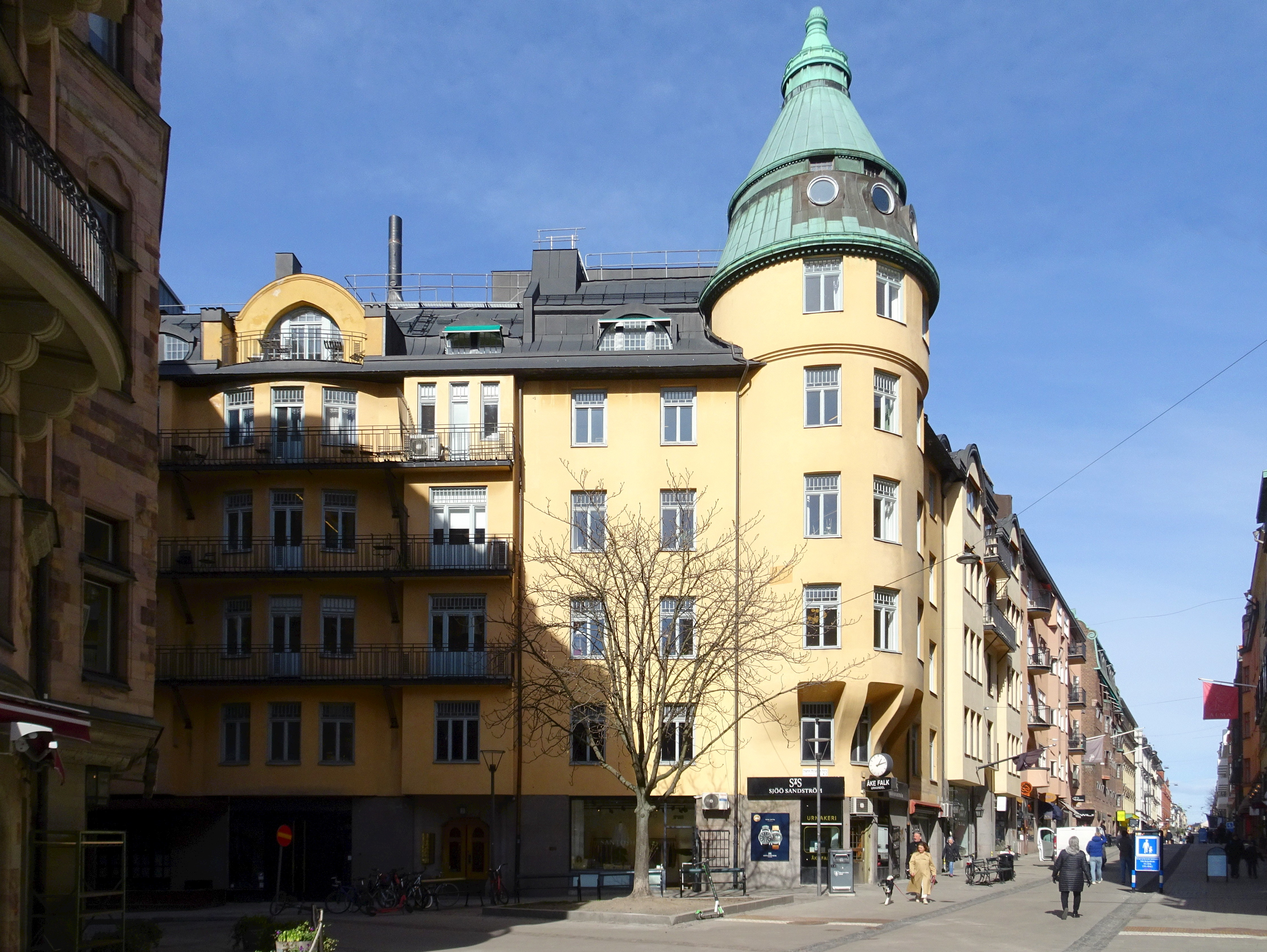
Kvarteret Skravelberget större från sydost, sett längs med Nybrogatan, närmast Skravelberget större 14, april 2021.

Kvarteret Skravelberget större ligger på Östermalm i Stockholm. Det centralt belägna kvarteret omges av Riddargatan i nordost, av Nybrogatan i sydost, av Ingmar Bergmans gata i söder, av Birger Jarlsgatan i väster och av Styckjunkargatan i nordväst. Kvarteret består idag (2021) av sex fastigheter: Skravelberget 1, 11, 14, 19, 20 och 22.

## Historik

### Stadsplan

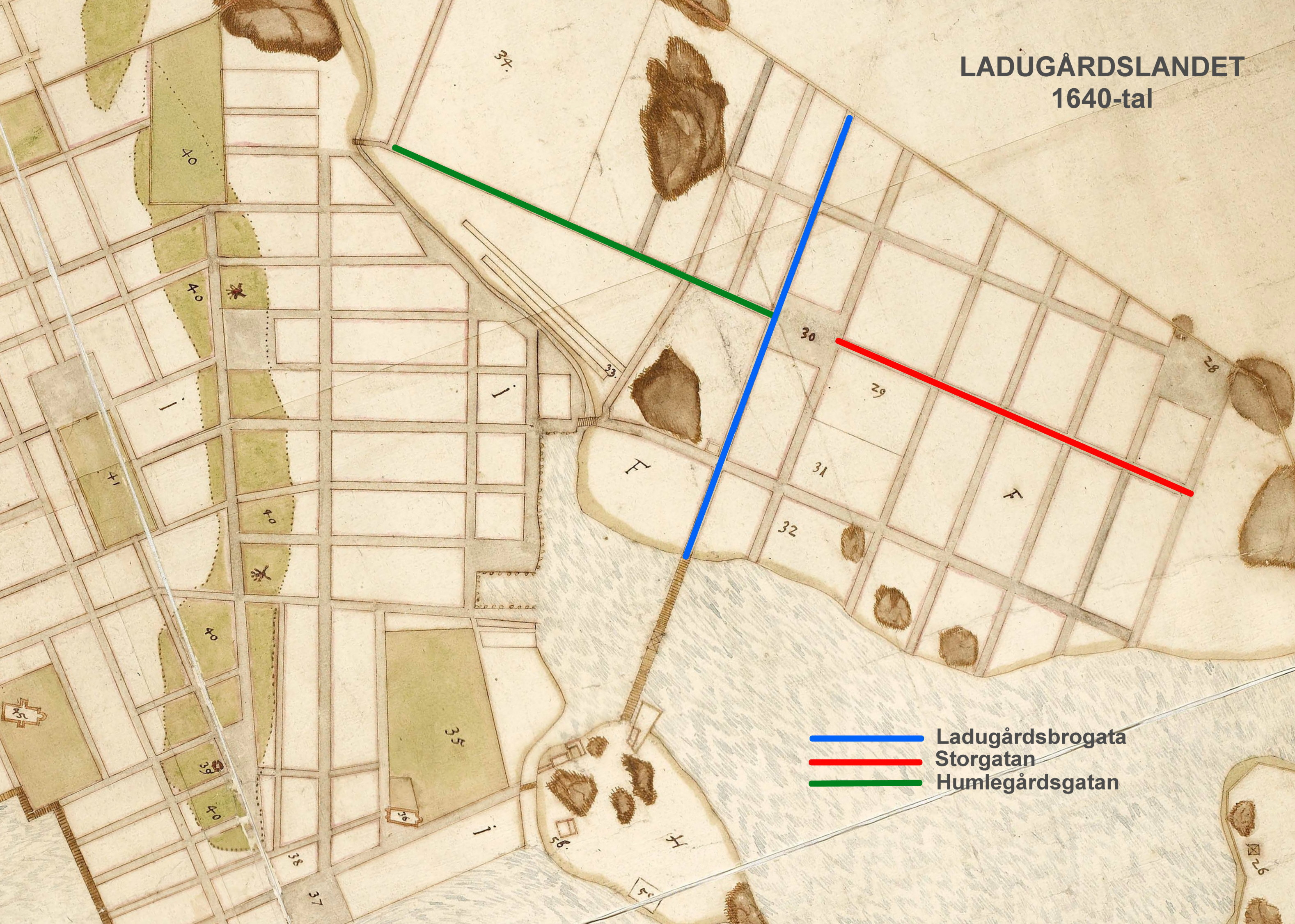
Karta över Ladugårdslandet, 1640-talet,
blått: Nybrogatan,
rött: Storgatan,
grönt: Humlegårdsgatan.

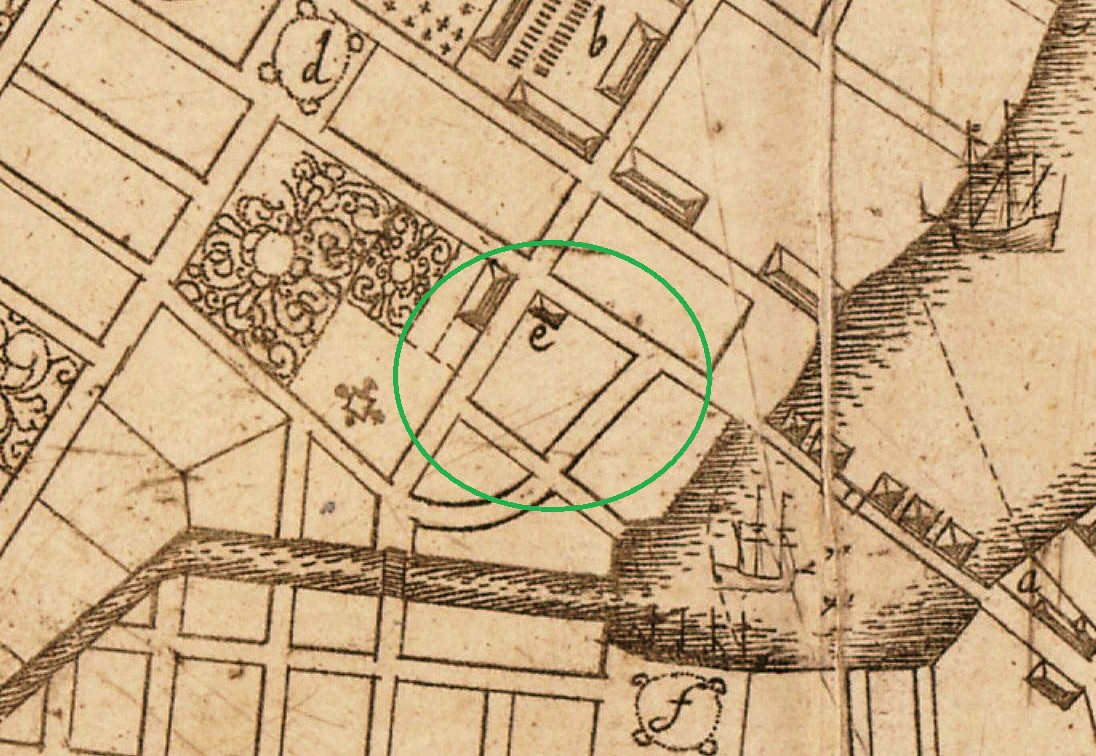
Kvarteret på Verner von Rosenfeldts karta 1701, "e": Kammeckers stenhus.
Kartan är östorienterad

Kvartersnamnet Skravelberget omnämns redan 1648 som Schräflebärget vid Ladugårdsbrogata och på 1660-talet i stadsingenjören Anders Torstenssons tomtbok som Skraffelberget. Troligen fanns här ett berg, kallat Skravelberget, som var skrovligt eller en kulle med lössten – skravel – och namnet påminner om de geografiska förhållanden som på 1600-talet rådde vid Packaretorget (nuvarande Norrmalmstorg) och Ladugårdslandsviken (nuvarande Nybroviken). Kvartersnamnet kommer igen i grannkvarteret på Norrmalmssidan: kvarteret Skravelberget mindre.
Början till kvartersbildningen går tillbaka till 1640-talet när regleringen av stadsområdena öster om Brunkebergsåsen inleddes efter en brand. Ansvarig för projektets praktiska genomförandet var stadsingenjören Anders Torstensson som tillämpade en vid tiden modern rutnätsplan med regelbundna rektangulära och kvadratiska stadskvarter. Inspirationskälla var den italienska renässansens idealstäder (se Stadsplanering i Stockholm).
Kvarteren på Ladugårdslandet anordnades efter två huvudaxlar. Den ena var Ladugårdsbrogatan (nuvarande Nybrogatan) i nord-sydlig riktning med sin raka fortsättning söderut i Ladugårdslandsbron och syftlinje på Stockholms slott. Den andra utgjordes av Humlegårdsgatan och Storgatan i ost-västlig riktning. Humlegårdsgatan – Storgatan utgjorde stadsdelens äldsta gata och går tillbaka till tidigt 1600-tal. Där båda gatorna möttes anordnades ett axialtorg kallad Ladugårdslandstorget (nuvarande Östermalmstorg) som blev stadsdelens centrum. Strax intill placerades en kyrka, Hedvig Eleonora kyrka, som började byggas 1669 men invigdes först 1737. Äldsta kvarvarande byggnad från regleringens tid är Kronobageriet vars äldsta delar troligen härstammar från 1639. 
Vid Rännilen och Ladugårdslandsviken kunde den strikta rutnätsplanen inte konsekvent genomföras och kvarteren där fick anpassas till områdets geografi, så även Skravelberget större. Den struktur som kvarteret hade fram till 1880-talets slut syns första gången på Verner von Rosenfeldts grundritning från 1701. Där begränsas kvarteret av Ladugårdsbrogatan (i öster), Sperlings backe (i norr), Styckjunkargatan (i väster) och Smala gränd (i söder). Den senare var en sydlig förlängning av Grev Turegatan som försvann när Skravelberget större fick sin nuvarande form.
Kvarterets nuvarande plankontur framträdde första gången i en stadsplan som fastställdes den 17 oktober 1879. Bakgrunden till förändringen var Lindhagenplanen från 1860-talet. Birger Jarlsgatans södra del blev en av stadens nya paradgator och drogs rakt över den äldre bebyggelsen ända ner till Nybroplan. Ursprungligen delades kvarteret i 11 tomter och efter nydaningen kring sekelskiftet 1900 i sju fastigheter. Idag gällande stadsplan fastställdes i augusti 1948. För närvarande (2021) består Skravelberget större efter en del sammanslagningar av sex fastigheter: 1, 11, 14, 19, 20 och 22.

### Kvarteret genom tiden
Grön: Skravelberget större, blå: Skravelberget mindre.

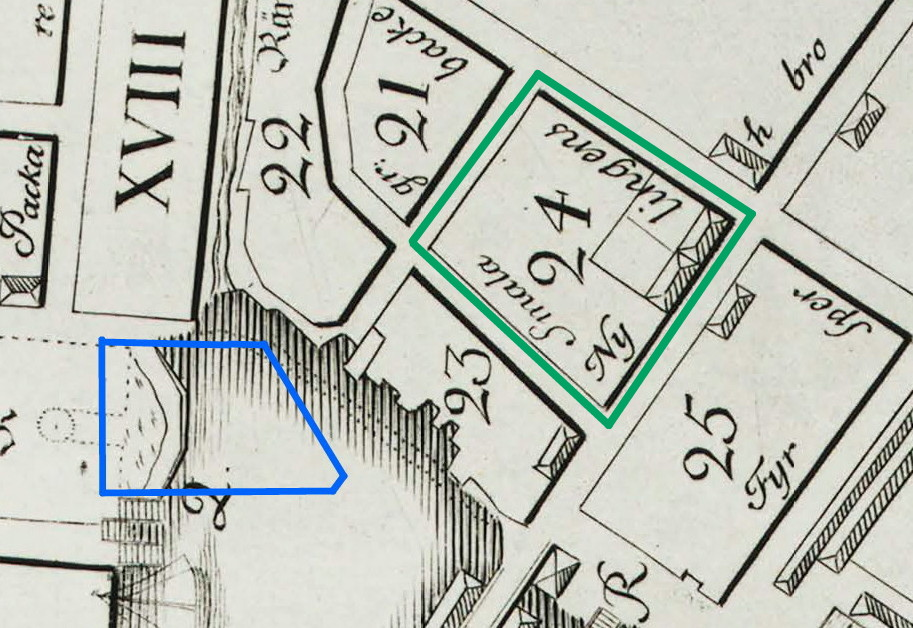
Petrus Tillaeus karta 1733.
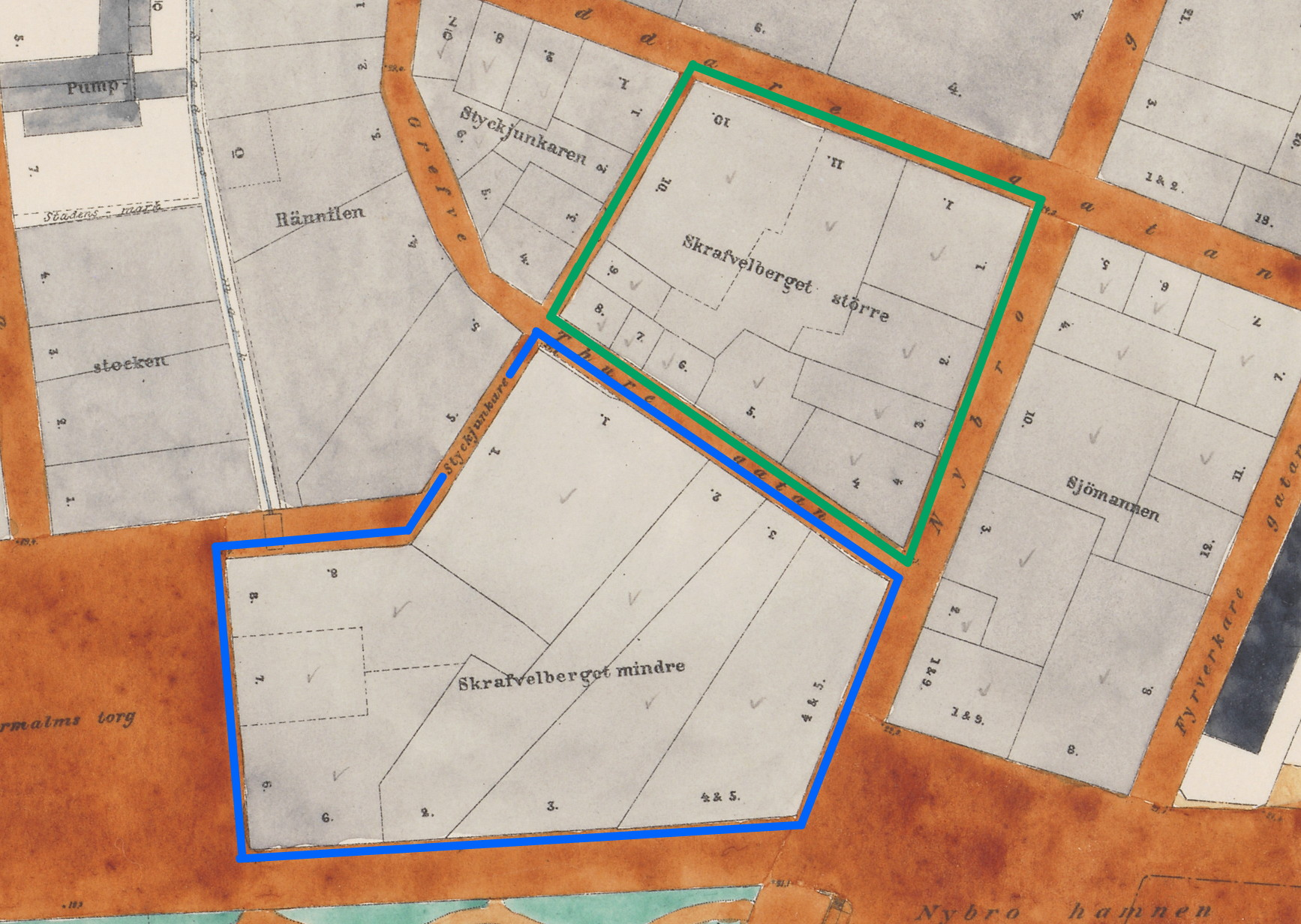
Karta av okänd upphovsman 1863.
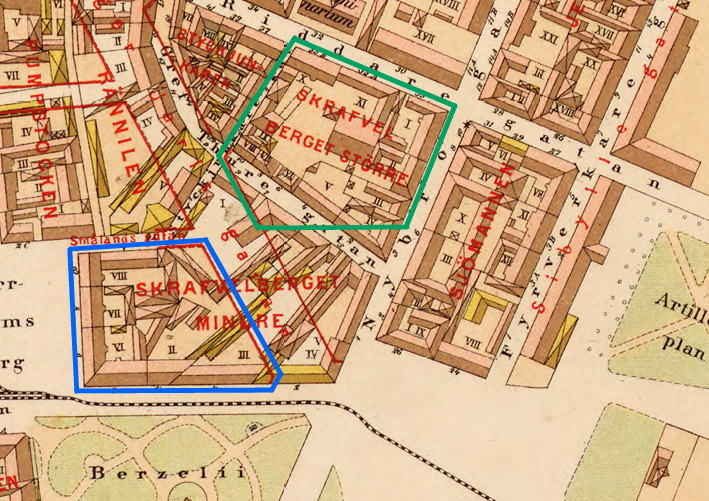
Alfred Rudolf Lundgrens karta 1885.
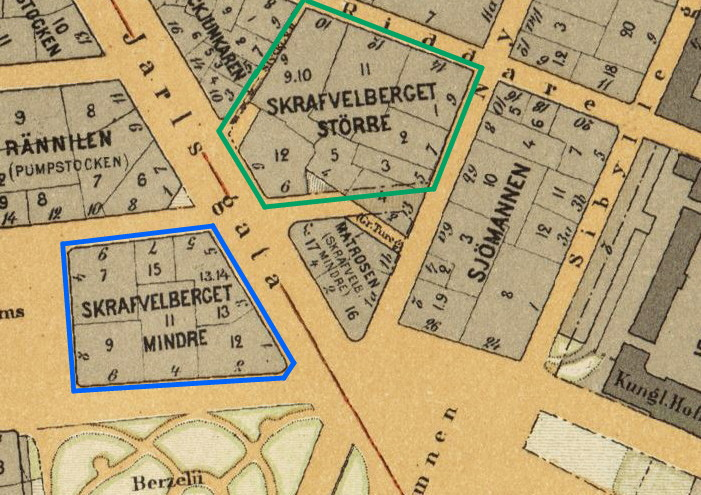
Alfred Bentzers karta 1899.
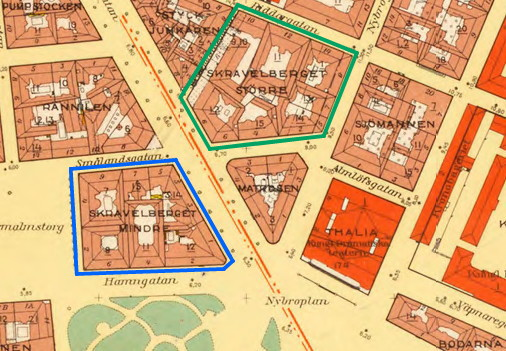
Stadsingenjörskontorets karta 1940.

### Bebyggelse, allmänt
På von Rosenfeldts karta från 1701 framgår även en byggnad märkt "e" (Cammekens huus), med det avsågs Martin Kammeckers stenhus som byggdes 1653 för ”tyskbagaren” Martin Kammecker och revs först 1907 (se Skravelberget större 1). Kammeckers hus var det äldsta i kvarteret och ett av några få stenhus som uppfördes på 1600-talets mitt på Ladugårdslandet.
Kvarterets norra del berördes inte av Birger Jarlsgatans framdragning och den äldre bebyggelsen där fick stå kvar några år in på 1900-talet. Hörnet Riddargatan / Styckjunkergatan (Skravelberget större 22) revs först på 1950-talets mitt. Bebyggelsen ersattes av ett stort kontorshus med ett befolkningsskyddsrum under Riddargatan (Skyddsrummet Skravelberget) ritat av arkitekt Ernst Grönvall. Den första fastigheten som bebyggdes i kvarterets nya del mot Birger Jarlsgatan var Skravelberget större 12 (Birger Jarlsgatan 6). Här lät försäkringsbolaget Allmänna brand 1896 uppföra ett påkostat kontorshus efter ritningar av arkitektkontoret Ullrich & Hallquisth. Detta hus revs redan i början på 1960-talet för att bereda plats för Allmänna Brands nya kontorshus med fasader av grå Fjäråsgnejs och ritat av arkitekt Anders Tengbom. 
Tre fastigheter är idag grönmärkta av Stadsmuseet i Stockholm: Skravelberget större 1, 11 och 14. Grönmärkning innebär att fastigheten bedöms vara "särskilt värdefull från historisk, kulturhistorisk, miljömässig eller konstnärlig synpunkt".

### Historiska bilder

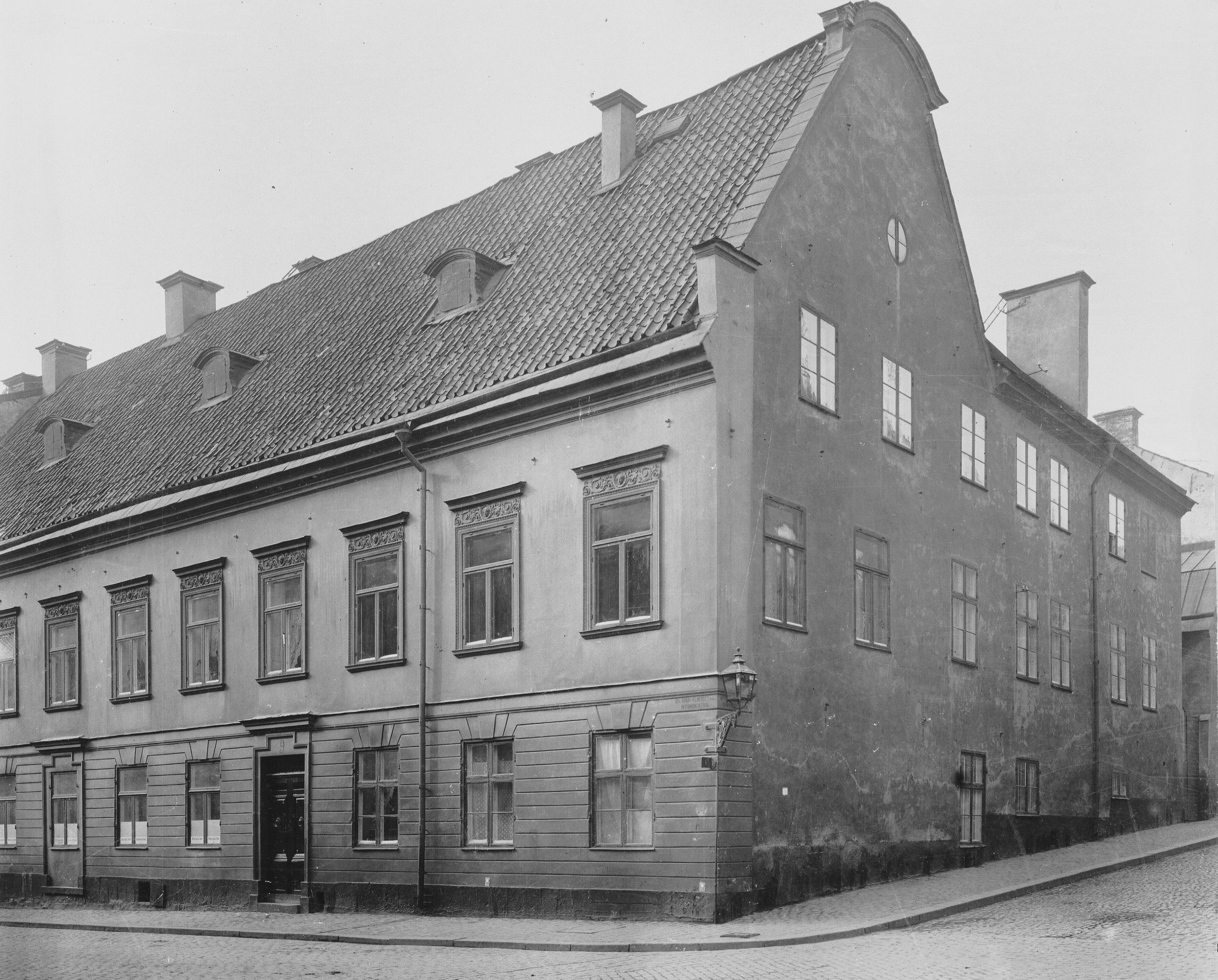
Martin Kammeckers stenhus 1903.
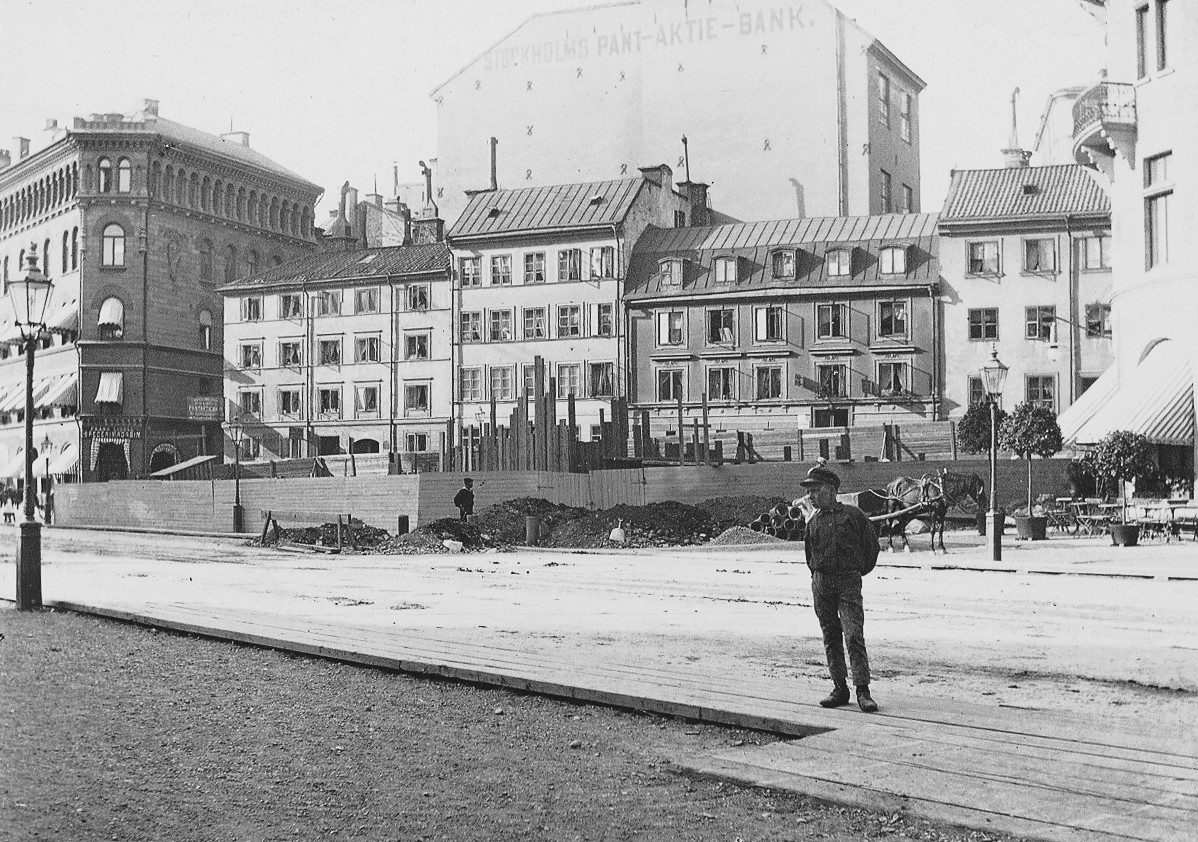
Gamla Grev Turegatan 4-10, i förgrunden Birger Jarlsgatan under byggnad, ca 1880-tal.
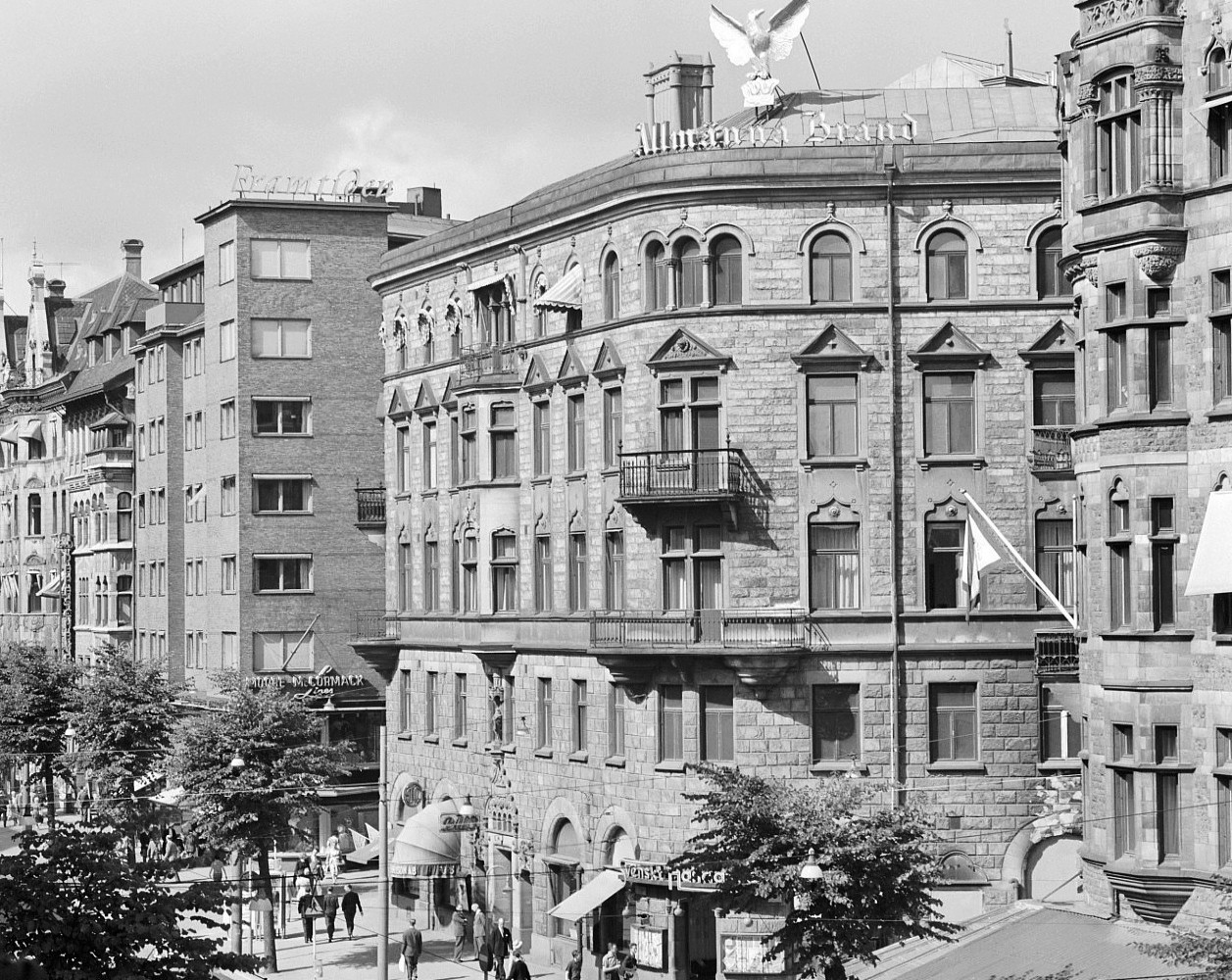
Allmänna Brands gamla byggnad kort före rivningen 1960.
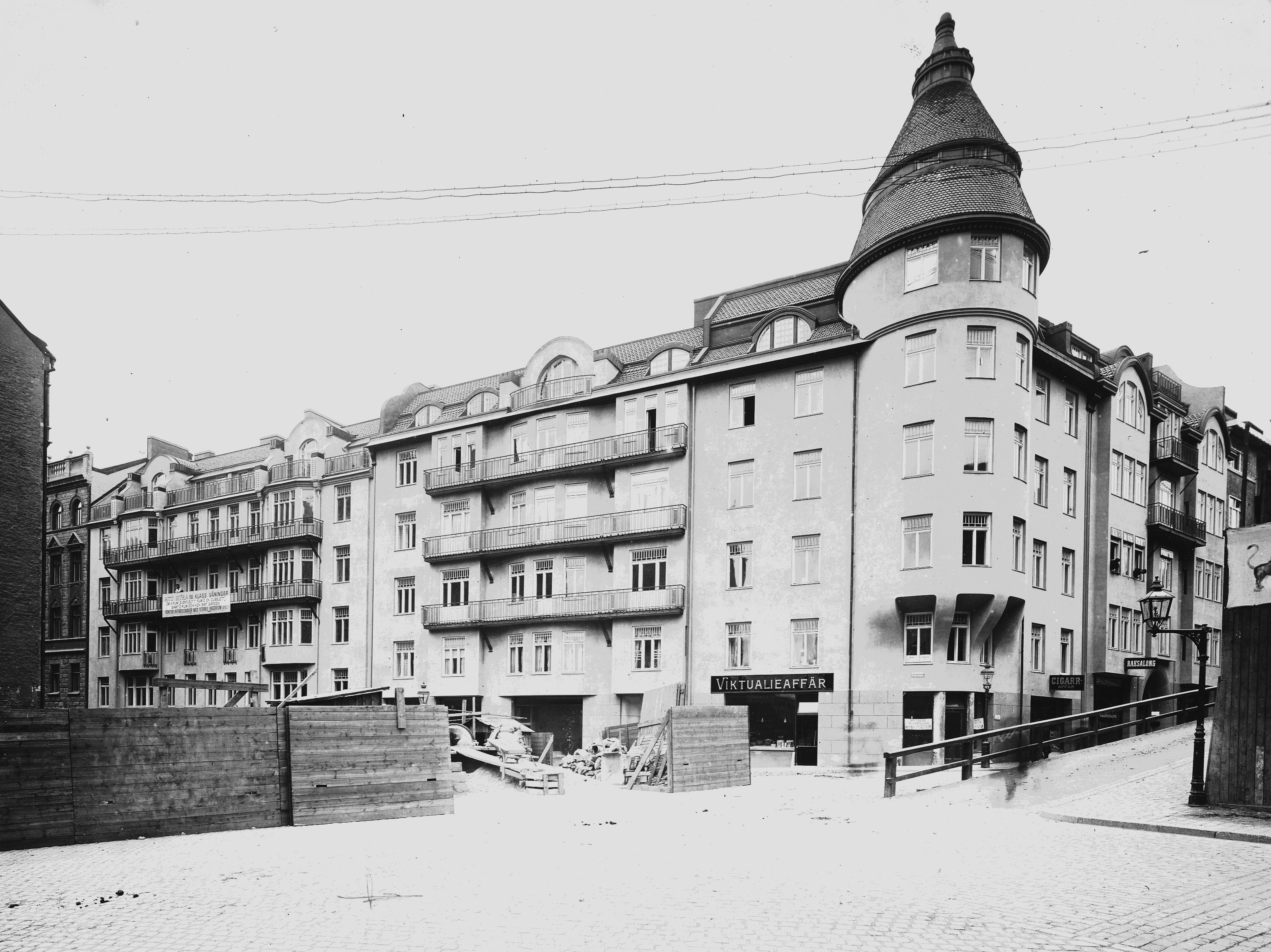
Skravelberget större 13, 14 och 15, 1911.
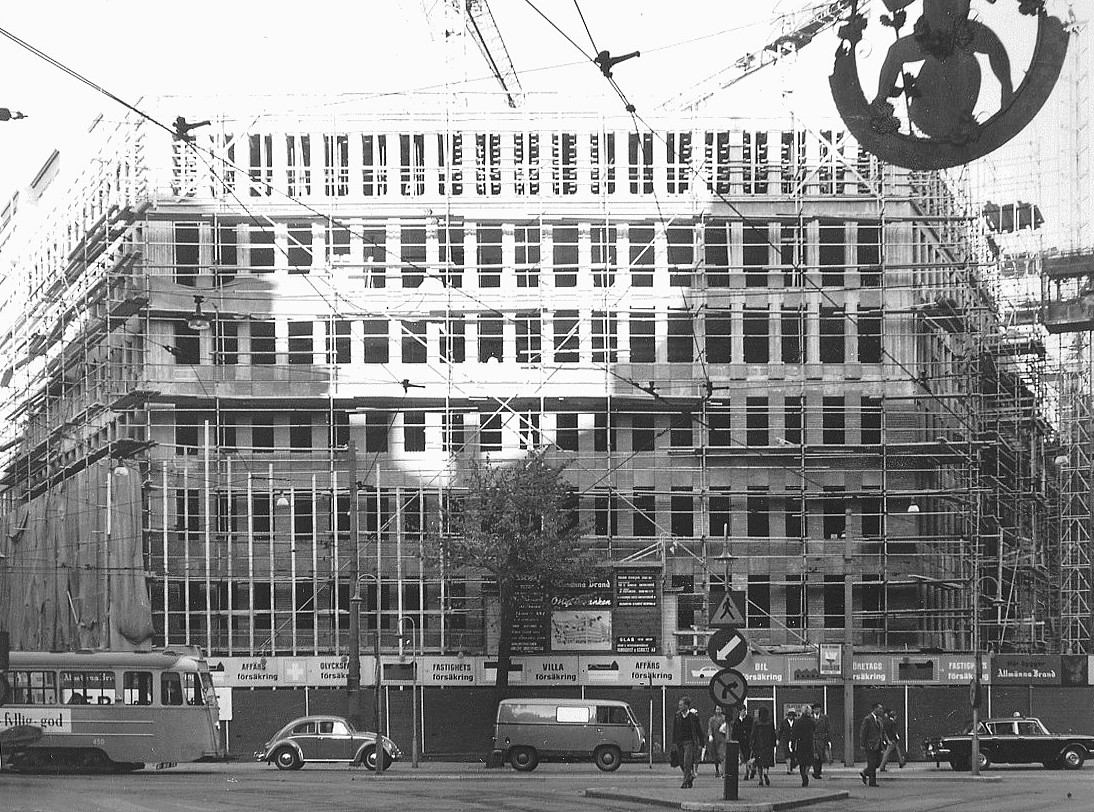
Allmänna Brands nya byggnad under uppförande , 1962.

## Kvarterets fastigheter, översikt
- Skravelberget större 1 (Nybrogatan 9), byggår 1909, arkitekt Carl Bergsten.[10]
- Skravelberget större 11 (Riddargatan 12), byggår 1914, arkitekt Höög & Morssing.[11]
- Skravelberget större 13 (f.d. 2) (Nybrogatan 7), byggår 1911, arkitekt Hagström & Ekman.[12]
- Skravelberget större 14 (Ingmar Bergmans gata 2), byggår 1911, arkitekt Hagström & Ekman.[13]
- Skravelberget större 19 (f.d. 15) (Ingmar Bergmans gata 4), byggår 1963, arkitekt Anders Tengbom.[14]
- Skravelberget större 20 (f.d. 12) (Birger Jarlsgata 6), byggår 1963, arkitekt Anders Tengbom.[15]
- Skravelberget större 22 (f.d. 9 och 10) (Riddargatan 10 / Birger Jarlsgatan 6B+C), byggår 1958, arkitekt Ernst Grönwall.[16]

### Nutida bilder

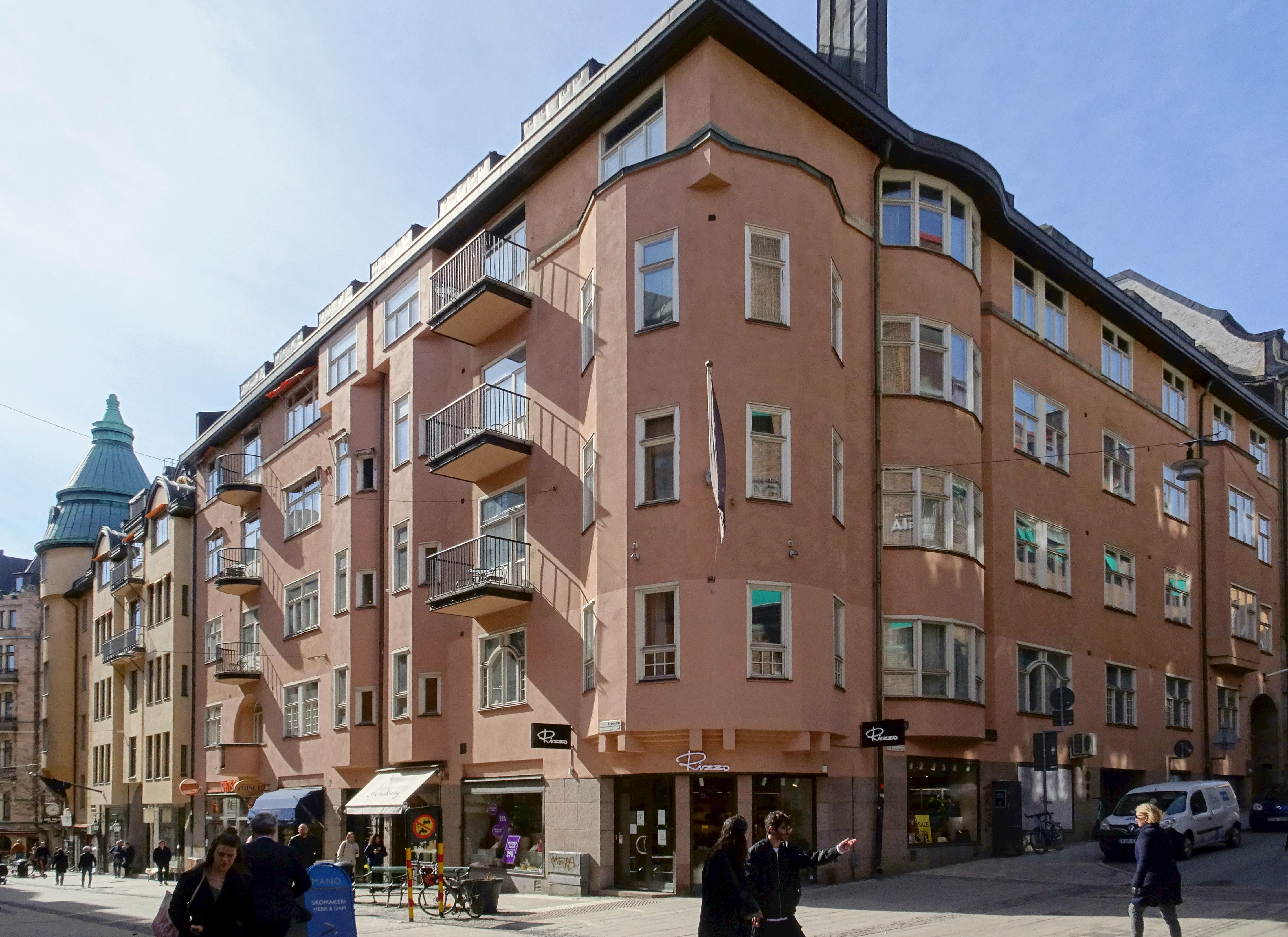
Skravelberget större 1, Nybrogatan 9.
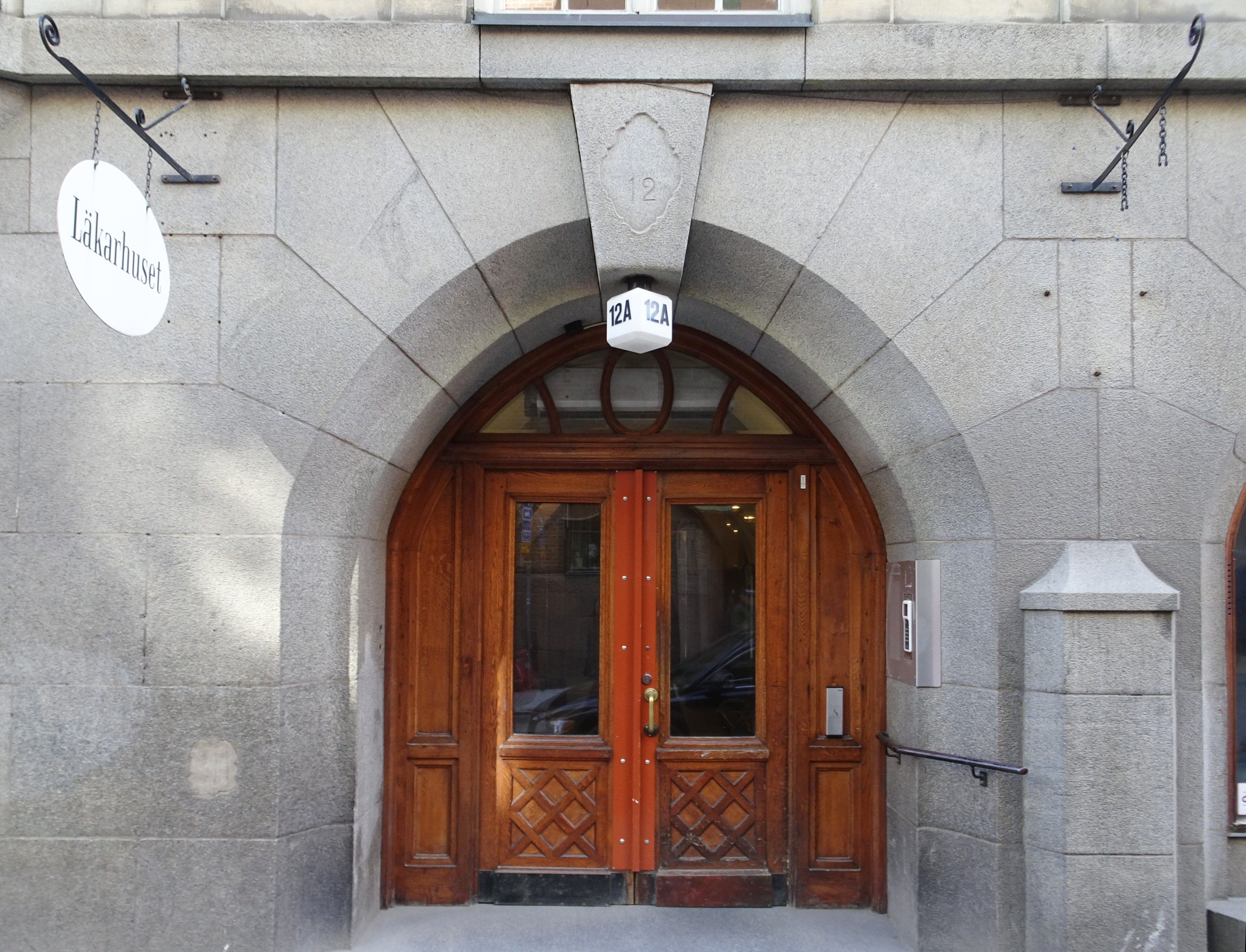
Skravelberget större 11, entré Riddargatan 12.
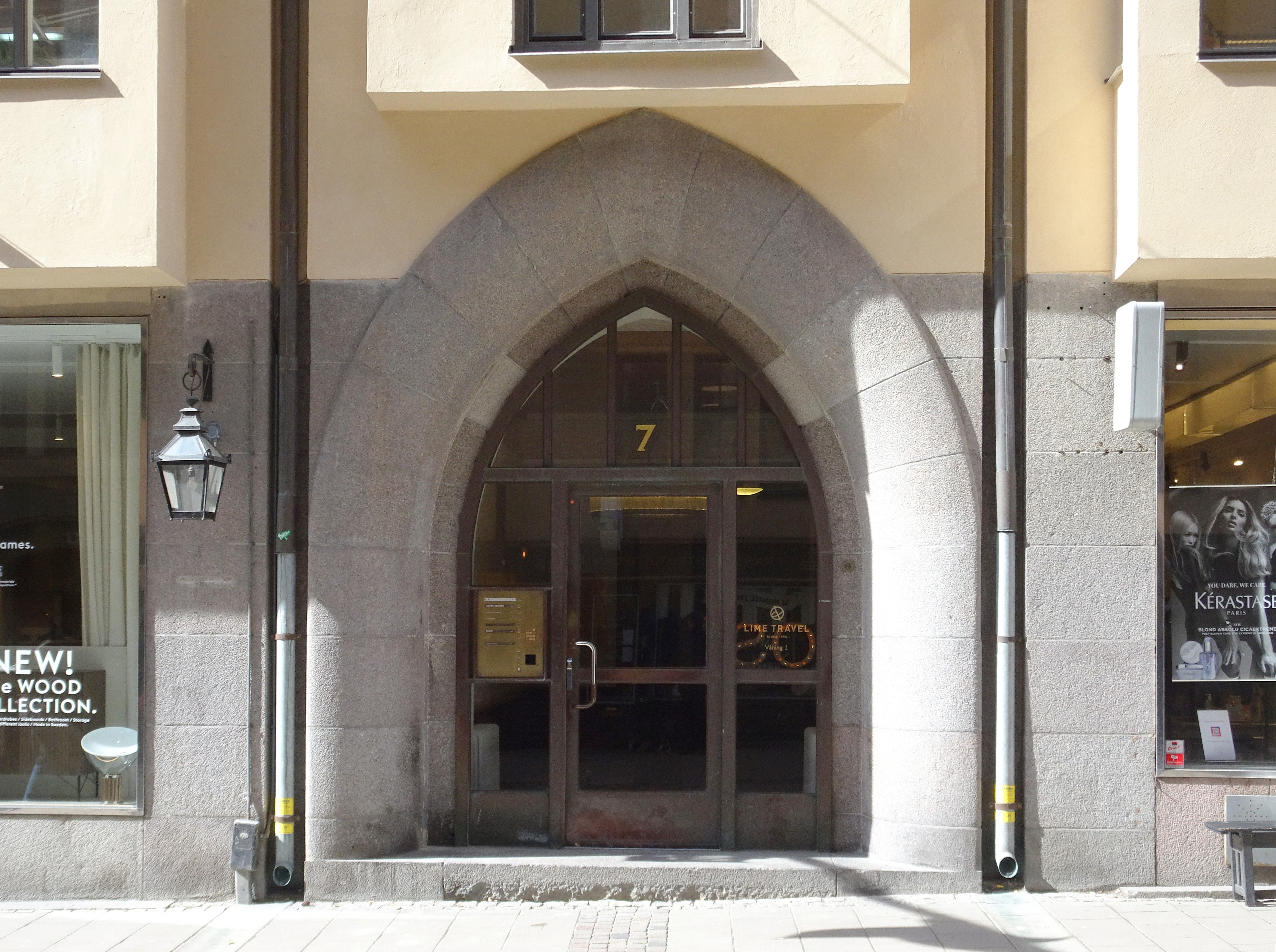
Skravelberget större 13, entré Nybrogatan 7.
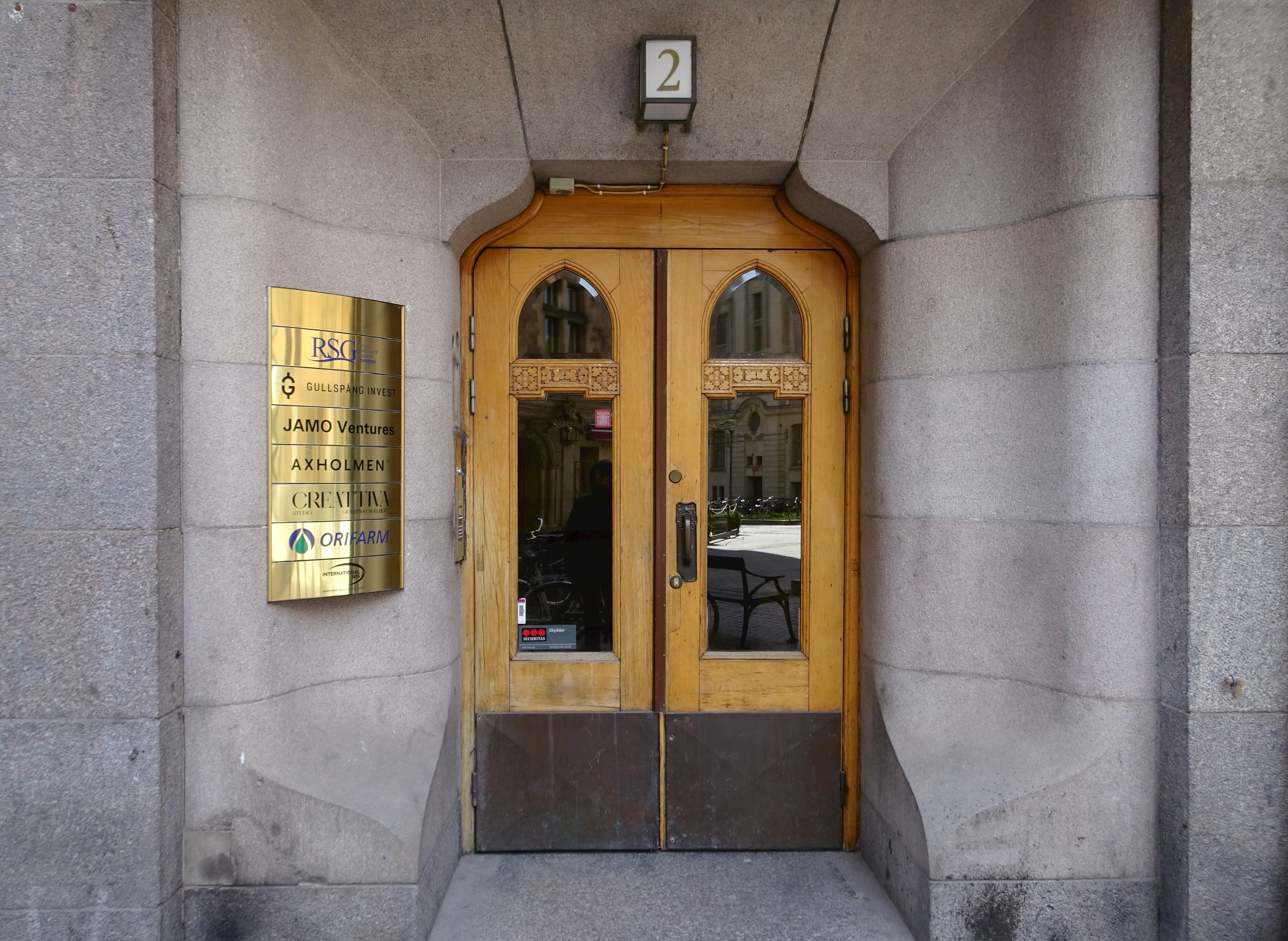
Skravelberget större 14, entré Ingmar Bergmans gata 2.
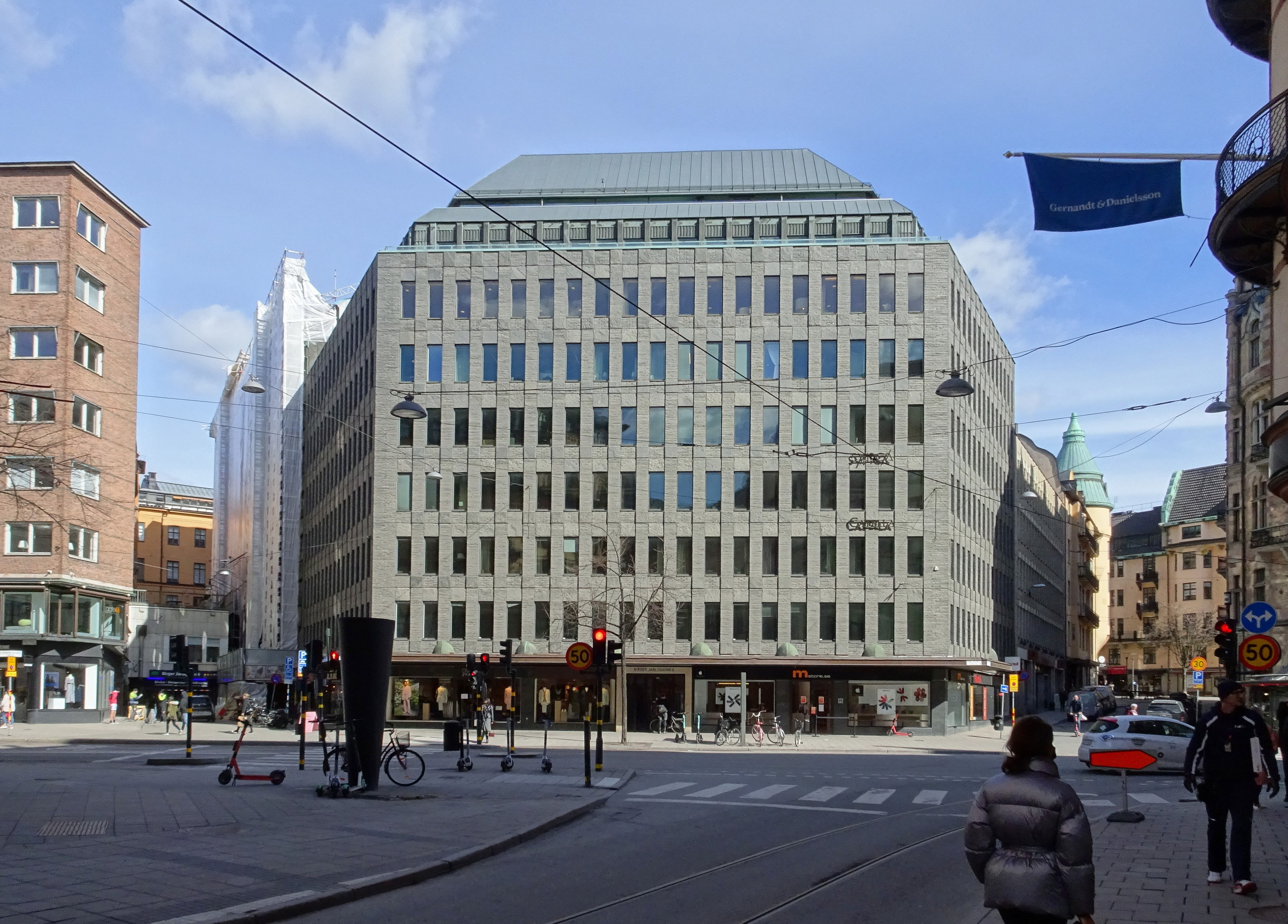
Skravelberget större 20, Birger Jarlsgatan 6.